# Antony García
Antony Iván García Rodríguez  (La Lima, Cortés, Honduras, 29 de octubre de 2004) es un futbolista hondureño. Juega de mediocentro ofensivo y su actual equipo es el Colorado Rapids 2 de la MLS Next Pro.

## Trayectoria

### C. D. S. Vida
Antony García inició su carrera en el Club Deportivo y Social Vida. Debutó en la Liga Nacional de Honduras a la edad de 16 años el 25 de septiembre de 2021, durante un partido de la fecha 11 del torneo Apertura 2021. En ese encuentro, el Vida se impuso 1-2 sobre el Club Deportivo Marathón en el Estadio Yankel Rosenthal. García entró al campo en el minuto 88, sustituyendo a Luis Palma. En su primer torneo, jugó 5 partidos y logró marcar un gol.
Durante su estancia en los Cocoteros, García acumuló 41 partidos disputados y anotó tres goles en dos años.

### F. C. Motagua
El 31 de julio de 2023, Antony García fue fichado por el Fútbol Club Motagua. Hizo su debut con el equipo el 16 de septiembre de 2023 en un partido que terminó en empate 0-0 contra la Real Sociedad, correspondiente a la octava fecha del torneo Apertura 2023. En ese juego, García ingresó al minuto 67, sustituyendo a Carlos Adonys Mejía.
El 27 de septiembre de 2023, García también hizo su debut internacional con el Ciclón en la Copa Centroamericana de Concacaf 2023, participando en el empate 1-1 contra Club Atlético Independiente de La Chorrera.

#### Cesión a Colorado Rapids 2
El 1 de febrero de 2024, el Motagua lo cedió en calidad de préstamo al Colorado Rapids 2, equipo que compite en la MLS Next Pro.

## Selección nacional

### Categorías inferiores
Antony García participó en el Campeonato Sub-20 de la Concacaf 2022, donde Honduras llegó a las semifinales, siendo derrotada 0-3 en esa instancia ante Estados Unidos. Aunque García jugó la mayoría de los partidos de ese torneo, no fue incluido en la convocatoria final para el Mundial Sub-20 2023, que se disputó en Argentina.
Sin embargo, sí fue convocado para los Juegos Panamericanos Santiago 2023, donde la selección hondureña alcanzó el séptimo lugar.

#### Participaciones
| Mundial                               | Sede     | Resultado     | Partidos | Goles |
| ------------------------------------- | -------- | ------------- | -------- | ----- |
| Campeonato Sub-20 de la Concacaf 2022 | Honduras | Semifinales   | 6        | 0     |
| Juegos Panamericanos Santiago 2023    | Chile    | Séptimo lugar | 4        | 1     |
| Total                                 | Total    | Total         | 10       | 1     |

## Estadísticas

### Clubes
Actualizado al último partido disputado el 14 de julio de 2024.
| Club | Div.                | Temporada           | Liga  | Liga  | Copa Nacional(1) | Copa Nacional(1) | Copa Internacional(2) | Copa Internacional(2) | Total | Total |
| Club | Div.                | Temporada           | Part. | Goles | Part.            | Goles            | Part.                 | Goles                 | Part. | Goles |
| --- | ------------------- | ------------------- | ----- | ----- | ---------------- | ---------------- | --------------------- | --------------------- | ----- | ----- |
| C. D. S. Vida Honduras                                                                                   |                     |                     |       |       |                  |                  |                       |                       |       |       |
| 1.ª | 2021-22             | 18                  | 2     | -     | -                | -                | -                     | 1                     | 0     |       |
| 1.ª | 2022-23             | 23                  | 1     | -     | -                | -                | -                     | 20                    | 0     |       |
| Total | Total               | 41                  | 3     | 0     | 0                | 0                | 0                     | 41                    | 3     |       |
| F. C. Motagua Honduras                                                                                   |                     |                     |       |       |                  |                  |                       |                       |       |       |
| 1.ª | 2023-24             | 7                   | 0     | -     | -                | 2                | 0                     | 9                     | 0     |       |
| Total | Total               | 7                   | 0     | 0     | 0                | 2                | 0                     | 9                     | 0     |       |
| Colorado Rapids 2 Estados Unidos                                                                         |                     |                     |       |       |                  |                  |                       |                       |       |       |
| 3.ª | 2024                | 17                  | 6     | 2     | 0                | -                | -                     | 19                    | 6     |       |
| Total | Total               | 17                  | 6     | 0     | 0                | 0                | 0                     | 19                    | 6     |       |
| Total en su carrera                                                                                      | Total en su carrera | Total en su carrera | 65    | 9     | 2                | 0                | 2                     | 0                     | 69    | 9     |
| (1) Incluye datos de U.S. Open Cup (2024). (2) Incluye datos de Copa Centroamericana de Concacaf (2023). |                     |                     |       |       |                  |                  |                       |                       |       |       |